# William Russell (actor británico)
William Russell nombre de pila, William Russell Enoch,(Sunderland, Condado de Durham, 19 de noviembre de 1924 - 3 de junio de 2024) fue un actor británico, conocido principalmente por su trabajo televisivo.

## Doctor Who
Su gran debut fue como protagonista en The Adventures of Sir Lancelot para la ITV en 1956, que al estar destinada a la venta a la emisora estadounidense NBC se convirtió en la primera serie del Reino Unido filmada en color. En 1963 fue elegido en Doctor Who para interpretar a uno de los acompañantes, el profesor de ciencias Ian Chesterton, apareciendo en la mayor parte de los episodios de las dos primeras temporadas del programa. 
Fue uno de los cuatro miembros originales del reparto de Doctor Who, junto a William Hartnell como el Doctor, Jacqueline Hill como Barbara Wright y Carole Ann Ford como Susan Foreman, después trabajaría con Maureen O'Brien como Vicki. Su primer trabajo en la serie fue en el episodio piloto no emitido, que después sería vuelto a rodar y emitido como An Unearthly Child. Finalmente se marchó junto a Hill en la penúltima historia de la segunda temporada, The Chase.
Siguió asociado con Doctor Who, aportando su voz como narrador de varias ediciones en audiolibro de los episodios perdidos de los sesenta. Apareció también en historias producidas directamente en audio por Big Finish Productions, en adaptaciones a CD de novelizaciones de la serie publicadas originalmente por Target Books.
A finales de los noventa, volvió al papel de Ian para el lanzamiento en VHS de la historia The Crusade, de la cual están perdidos el segundo y el cuarto episodio. Grabó varias escenas interpretando al personaje que ayudaban a rellenar los huecos entre los episodios existentes.
También participó en publicaciones en DVD de la serie, en varios comentarios de audio y entrevistas desde 2002. En febrero de 2012, apareció en la convención Gallifrey One en Los Ángeles, su segunda convención en los Estados Unidos tras otra en Chicago en 1993.

## Cine
Russell ha aparecido en el cine británico desde los años cincuenta, en producciones como They Who Dare (1954), One Good Turn (1955), The Man Who Never Was (1956), y The Great Escape (1963). Después tuvo papeles menores en Superman (1978) y Death Watch (1979) con Harvey Keitel y Harry Dean Stanton.

## Televisión
Apareció en muchos dramáticos y series de televisión, incluyendo Disraeli, Testament of Youth y el papel de Ted Sullivan, el breve segundo marido de Rita Sullivan en Coronation Street. También tuvo un pequeño papel en un episodio de La víbora negra, haciendo un reemplazo de emergencia de Wilfrid Brambell, que se había impacientado por retrasos en su escena y se fue del plató sin rodarla. Otros papeles incluyen a Lanscombe en un episodio de la serie de 2005 Agatha Christie's Poirot titulado After the Funeral.

## Teatro
Hizo varios papeles teatrales con la Royal Shakespeare Company, el Royal National Theatre y en la sesión de apertura del Globe Theatre. En los ochenta, mientras era miembro de la Actor's Touring Company, usó el nombre artístico Russell Enoch, y al abandonar la compañía recuperó el nombre de William Russell.

## Familia
Alfred Enoch, el hijo de Russell de su matrimonio con la doctora brasileña Balbina Gutiérrez, interpretó a Dean Thomas en la saga cinematográfica de Harry Potter.